# شو مو
شو مو (2 مارس 1990 - ) (بالصينية: 许沫) هي لاعبة كرة يد صينية.